# Mao Ân Phổ
Mao Ân Phổ (22 tháng 5 năm 1846 - 1904) là một nông dân nghèo Trung Quốc, được biết đến nhiều hơn qua việc ông là ông nội của Chủ tịch nước Cộng hòa Nhân dân Trung Hoa Mao Trạch Đông. Ông là con trai thứ hai của Mao Tổ Nhân, thuộc thế hệ thứ 8 của dòng họ Mao. Vợ của ông, Mao Lưu, bằng tuổi ông. Họ có một con trai duy nhất là Mao Di Xương và hai cô con gái khác. Hai cô con gái kết hôn với gia đình họ Trương và gia đình họ He. Do công việc làm nông dân không được suôn sẻ, ông đã để lại những khoản nợ lớn cho con trai mình, người sau đó sẽ trả đủ và trở nên giàu có.